# Концерт для фортепиано с оркестром № 1 (Шопен)
Концерт для фортепиано с оркестром № 1 ми минор op. 11 был написан польским композитором Фридериком Шопеном в 1830 году после Второго, написанного несколькими месяцами ранее, но получил свой номер из-за более раннего издания в 1833 году, в то время как Второй концерт был напечатан в 1836 году. Первое издание концерта было посвящено Ф. Калькбреннеру.
Данный концерт, наряду с Концертом № 2, является одним из двух произведений, которые обязан на выбор исполнить финалист Международного конкурса пианистов им. Ф. Шопена.

## Строение
Концерт написан в трёх частях общей протяжённостью около 41 минуты:
1. Allegro maestoso
2. Romance: Larghetto
3. Rondo: Vivace

### 1 часть: Allegro maestoso
Форма первой части — сонатная.
- Концерт начинается с оркестрового вступления[уточнить] (24 такта).

Песенная тема вступления носит яркий, фанфарный характер. Tutti, темп «Allegro maestoso» создают торжественное величественное настроение. Мелодическая линия вступления — волнообразная. Кульминация вступления находится почти в самом конце периода.
Роль вступления необычайно важна в данном концерте. Вступление будет проводиться ещё неоднократно: в экспозиции солиста, разработке и репризе.
- Тема главной партии изложена в тональности e-moll, звучащая у оркестра, мелодичная, лиричная. Солирует струнная группа. Основной элемент темы базируется на тонической гармонии (Т6), что вызывает чувство созерцания, безмятежности. Дальнейшие тремоло литавр и низких струнных, крещендо, создают состояние тревоги и волнения.
- Тема главной партии интонационно схожа с темой вступления. По характеру, образному содержанию, ритмическим особенностям и интонациям.

Мягкой каденцией главной партии подготавливается тема побочной партии. Тональность E-dur, выбранная Шопеном, не соответствует классическим нормам сонатной формы — в экспозиции звучит репризный тональный вариант, тогда как в репризе эта же тема проводится в параллельном G-dur (музыковед Юлий Кремлёв называет этот приём «выворачиванием» классической тональной схемы).
- Побочная партия, написанная Шопеном в духе главной, не контрастирует ей; сначала проводится у скрипок, затем у флейт. Партии интонационно тесно связаны. И главная и побочная партии лиричны, в обеих мечтательные раздумья, плавная кантилена. Обе партии в каденционной зоне насыщаются характерными чертами патетики, приводящими к кульминации.
- Некоторые исследователи находят в побочной партии черты славянской песни[уточнить]. Музыковед Стефания Лобачевская указывает на конкретное сходство с романсом Гурилёва «На заре туманной юности»[уточнить]. Также она предполагает, что это сходство объясняется тем, что оба композитора не раз слышали и интересовались украинскими и белорусскими песнями.
- Экспозиция солиста начинается с сокращенной темы вступления. Несколько блестящих, виртуозно-орнаментальных пассажей подготавливают появление темы главной партии. Эта тема у солиста несколько усложнена синкопированным и пунктирным ритмом, что создает эффект грациозности. Сопровождение и «фундамент» главной партии поручено преимущественно струнной группе оркестра. Характер и образность партии не меняется в сравнении с её проведением в оркестровой экспозиции.
- Масштабная тема связующей партии строится на арпеджированных пассажах солиста. Ярко и динамично развиваясь, она останавливается на доминанте (тональность E-dur)[уточнить], создавая ощущение «вопроса».
- Тема побочной партии у солиста по сравнению с оркестровой экспозицией масштабно увеличена. По сравнению с её проведением в экспозиции оркестра, она более обострена, из-за ритмических вкраплений, пиццикато в оркестре, октавном удвоении мелодии. Эта тема плавно перетекает в тему заключительной партии, основываясь в последних тактах на её интонациях, средствах выразительности и приемах письма. Плавность перехода также подтверждает общая тональность партий.
- Тема заключительной партии имеет большой масштаб. Так же можно говорить о сходстве со связующей партией в плане приемов письма (арпеджированные пассажи). Партия построена на секвенционном развитии (первое предложение) и неточных повторениях.

Разработка строится на теме главной партии в сочетании с блестящими фигурациями солирующего инструмента, взятыми из заключительной партии. Наполнена энергетикой и волевой мощью. В оркестре звучат интонации волевого вступления. Масштабы разработки несколько уступают размаху экспозиции. Материал побочной партии никоим образом в разработке не затронут, исходя из её родства и неконтрастности с главной. В этом месте формы отсутствует традиционная каденция солиста (её в первой части нет вообще). Разработка наполнена блестящими пассажами, что создает эффект импровизационности. Партия оркестра прозрачна, главенствующую роль играет солист.
Доминантовый предыкт приводит к появлению репризы. Разработка не привела к новой стадии развития партий.
Мощь разработки сохраняется и в репризе. Оркестровая реприза ограничивается проведением лишь вступления. Главная партия в репризе изложена в основной тональности (e-moll). Побочная проводится в мажорной сфере (G-dur), чтобы не нарушить образного содержания. Отсюда, образы главной и побочной партий не изменены.
В краткой оркестровой коде ещё раз напоминает о себе тема вступления. Создается эффект «арки» (завершенности).

### 2 часть: Romance: Larghetto
Средняя часть концерта — «Романс» написана в тональности E-dur. Интересна трактовка ремарки Larghetto самим композитором: «Larghetto — это не мощное, а скорее романтическое. Это какая-то греза в лунную ночь». Форма части — трёх-пятичастная (A-В-А1-В1-А2). В основу части положены две неконтрастные песенные темы. Они очень близки друг к другу по безмятежно спокойному настроению.
- После небольшого вступления звучит первая тема. Она орнаментальна, обладает звукописью, написана в гомофонно-гармонической фактуре, в жанре ноктюрна. Уже в первом периоде тема постепенно насыщается сложными техническими приемами: излагается в октавном удвоении, затем арпеджированными аккордами, с применением форшлагов и группетто.
- Вторая тема написана в тональности H-dur. По сравнению с первой темой она более певучая, насыщена малосекундовыми интонациями, орнаментальными триольными пассажами в верхнем регистре.

Сквозь музыкальную мысль «слышатся» голоса природы — шелест листьев, всплески воды, соловьиные трели.
Главенствующая роль в обеих темах отдана партии фортепиано. На долю оркестра приходится скромный аккомпанемент в виде гармонической поддержки.
В процессе развития темы усложняются вкраплением ритмических фигураций, гаммообразных пассажей. После ремарки а tempo 1 тема впервые получает насыщенное оркестровое проведение на фоне прозрачных фигураций солирующего инструмента.
Часть завершается прозрачной кодой на материале темы A.

### Финал: Rondo: Vivace
Финал концерта написан в форме рондо. Все темы имеют основу народной танцевальной музыки. В образной сфере можно говорить о картине народного гулянья.
Тема рефрена энергичная, яркая, бодрая. Написана в ритме краковяка с четкими акцентами, размашистым мелодическим рисунком.
Каждая фраза начинается с яркого затактового скачка доминантового звука на октаву с последующим логическим разрешением в тонику. Этот материал продолжается восходящим гаммаобразным движением.
Гармонический язык в первом периоде основывается на тонико-доминантовом соотношении, что придает простоту, ясность музыкальной мысли.
Оба эпизода не контрастны по отношению друг к другу, так и к самому рефрену. Интонационно схожи (начало со скачка и затакта); легкая танцевальная жанровая природа.
Одна из особенностей 3 части — тематическое богатство, что явно в духе народных жанров: песен, танцев. Эта идея воплощается в творчестве Шопена в таких жанрах как мазурки, вальсы и другие.
Радостный характер основных тем, богатство фортепианных красок, виртуозная эффектность — все это определяет праздничный тон финала концерта e-moll.

## Другие редакции
Концерт исполняется не только в оригинальной авторской версии, но и, эпизодически, в инструментовке, выполненной Милием Балакиревым (именно эта редакция, в частности, была записана в 1954 году Фридрихом Гульдой). Кроме того, Балакиреву принадлежит транскрипция второй части концерта для фортепиано соло.